# Rivière du Moulin (rivière Alick)
Pour les articles homonymes, voir Moulin (homonymie) et Rivière du Moulin.
La rivière du Moulin traverse la municipalité de Saint-Paul-de-Montminy, dans la municipalité régionale de comté (MRC) de Montmagny, dans la région administrative de Chaudière-Appalaches, au Québec, au Canada.
La confluence de la rivière du Moulin constitue la source de la rivière Alick laquelle se déverse sur la rive sud de la rivière du Sud (Montmagny) ; cette dernière coule d'abord vers le sud-ouest, puis vers le nord-est jusqu'à la rive sud du fleuve Saint-Laurent.

## Géographie
Les principaux bassins versants voisins de la rivière du Moulin sont :
- côté nord : rivière Alick, ruisseau Dominique ;
- côté est : rivière des Cèdres (rivière Noire), rivière Noire Nord-Ouest ;
- côté sud :rivière Gabriel ;
- côté ouest :rivière du Pin.

La rivière du Moulin prend sa source d'un petit lac sur le versant nord d'une montagne des Monts Notre-Dame, dans le 5e rang, au nord du village de Saint-Paul-de-Montminy. Cette source est située du côté est de la route 283 et à 6,0 km à l'est du centre du village de Saint-Paul-de-Montminy.
À partir de sa source, la rivière du Moulin" coule sur 13,6 km selon les segments suivants :
- 2,8 km vers le nord, puis vers l'ouest, jusqu'au chemin du 5e rang ;
- 3,0 km vers l'ouest, jusqu'à la route 283 Sud ;
- 2,8 km vers le nord-ouest, en traversant la route 216 et en longeant le chemin du 2e rang (du côté ouest), jusqu'au chemin du 3e rang ;
- 2,6 km vers le nord-ouest, jusqu'au chemin du 1er rang ;
- 2,4 km, jusqu'à sa confluence qui constitue aussi la confluence du ruisseau Dominique. Ces deux confluents constituent la source de la rivière Alick.

La confluence de la rivière du Moulin" est située presque à la limite des municipalités de Notre-Dame-du-Rosaire et de Saint-Paul-de-Montminy. Cette confluence est située à 7,3 km au sud du centre du village de Notre-Dame-du-Rosaire, à 5,3 km à l'est du village de Sainte-Euphémie-sur-Rivière-du-Sud et à 7,1 km au nord du centre du village de Saint-Paul-de-Montminy.

## Toponymie
Le toponyme Rivière du Moulin a été officialisé le 5 décembre 1968 à la Commission de toponymie du Québec.